# Elvis (film 1979)
Elvis – amerykański film biograficzny z 1979 roku w reżyserii Johna Carpentera. Film opowiada historię życia Elvisa Presleya. Główne role zagrali: Kurt Russell, Shelley Winters, Season Hubley, Bing Russell oraz Pat Hingle.
Russell za rolę został nominowany do Nagrody Emmy.

## Fabuła
Film opowiada historię życia gwiazdy Rock and Rolla Elvisa Presleya. Film jest wierną biografią artysty od czasów młodości, poprzez pierwsze sukcesy, czas niesłychanej popularności  akcja filmu kończy się na roku 1969. Piosenki do filmu zaśpiewał Ronnie MacDowell, popularny wykonawca muzyki country.

## Obsada
- Kurt Russell (Ronnie McDowell śpiewa piosenki, podkłada głos) – Elvis Presley
- Season Hubley – Priscilla Presley
- Bing Russell – Vernon Presley
- Robert Gray – Red West
- Pat Hingle – Colonel Tom Parker
- Charles Cyphers – Sam Phillips
- Ellen Travolta – Marion Keisker
- Charlie Hodge  – on sam
- James Canning – Scotty Moore
- Elliott Street – Bill Black